# 쇠위트

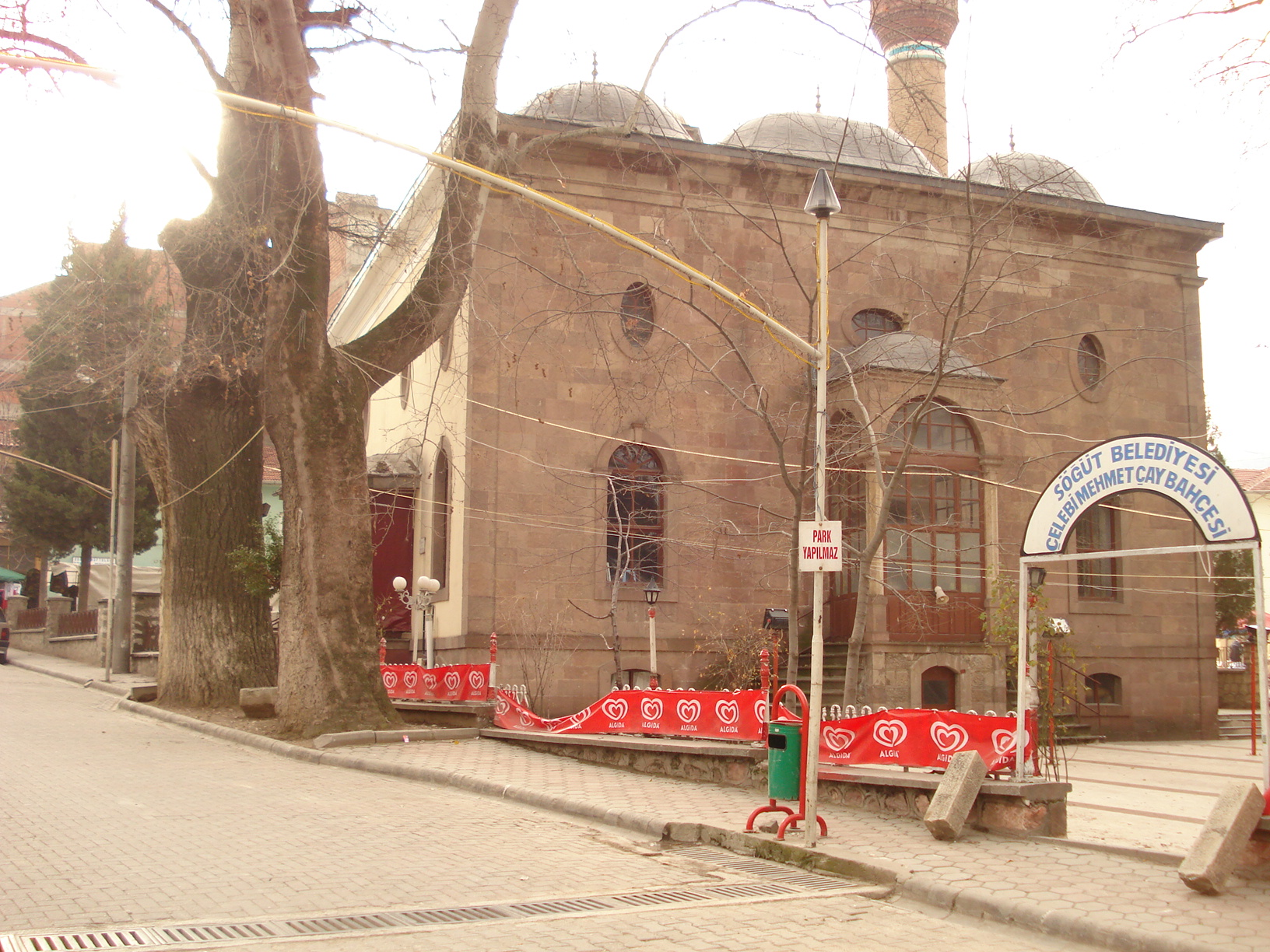

쇠위트(튀르키예어: Söğüt)는 튀르키예의 빌레지크 주의 지역으로, 오스만 제국 당시의 첫 번째 수도였다. 1299년부터 1326년까지 수도의 역할을 했으며, 에르투를이 여기에서 죽었다고 한다.

## 역대 오스만 제국의 수도
| 수도 명칭    | 기간            |
| ------------ | --------------- |
| 쇠위트       | (1299년~1326년) |
| 부르사       | (1326년~1365년) |
| 에디르네     | (1365년~1453년) |
| 콘스탄티니예 | (1453년~1922년) |

## 같이 보기
- 오스만 제국
- 터키